# FLY! FLY! FLY!
『FLY! FLY! FLY!』（フライ! フライ! フライ!）は、一般の人々がわかりやすく航空業界を知る内容となっているドキュメンタリー番組、書籍。

## 概要
映画『ハッピーフライト』の企画・取材中に矢口史靖監督と関口大輔プロデューサーは、2年を費やし航空業界を調べ上げた。しかし、映画には調べた情報の10%しか反映されておらず、残りの90%は捨てられる運命にあった。しかし、あまりにもったいないため関口プロデューサーが、ドキュメンタリーとしてまとめた。
セカンド・シーズンとして、世界初の3D連続ドラマ「TOKYO コントロール」の関連企画として再始動。ドラマを見るための細かな情報を提供している。
すべてのエピソードのナレーションを吹石一恵が担当している。
ANAとスターアライアンス、国土交通省が制作に全面協力している。

## ファースト・シーズン
映画『ハッピーフライト』の関連企画として製作された航空業界のドキュメンタリー番組と書籍。
- 「飛行機を創る人 ボーイング」
- 「飛行機の墓場 モハベ空港」
- 「空のレストラン 機内食工場」
- 「空港で働く人々 グランドスタッフ」
- 「空の指揮官 航空管制」
- 「ヨーロッパ 食の旅」旅人：伊藤久美子、濱崎茜（「ハッピーフライト」CA役）
- 「アメリカ 大自然ドライブの旅」旅人：華城季帆、松田珠希（「ハッピーフライト」CA役）
- 「カンボジア 路上ライブの旅」旅人：ガールズユニット・あかなぎ（岡田茜、あべなぎさ：「スウィングガールズ」下田玲子役）

発売：ポニーキャニオン

## セカンド・シーズン
世界初3D連続ドラマ『TOKYO コントロール』の各話の前に放送されたミニ番組。ドラマBD、DVDに収録されている。
- 「航空管制官」
- 「航空管制」（1話）
- 「レーダー画面」（2話）
- 「搭乗訓練」（3話）
- 「到着時差」（4話）
- 「飛行機と天気」（5話）
- 「航空監視レーダー」（6話）
- 「航空無線」（7話）
- 「航空保安大学校」（8話）

## 『FLY! FLY! FLY!紀行』
世界初3D連続ドラマ『TOKYO コントロール』の各話の後に放送されたミニ番組。ドラマBD、DVDに収録されている。
- 「東京コントロールがある地： 所沢」（1話）
- 「YS-11が眠る駅：航空公園駅」（2話）
- 「日本の空の統括：福岡ATM」（3話）
- 「航空発祥の地：所沢」（4話）
- 「管制官を支える場所：管制技術」（5話）
- 「空の神様：飛不動」（6話）
- 「飛行機の墓場：モハベ空港」（7話）
- 「飛行機の町：シアトル」（8話）

## 書籍
- 世界へハッピーフライト FLY!FLY!FLY!日記　（2008年10月、角川学芸出版、ISBN 9784046213914）

## スタッフ
- ナレーション：吹石一恵
- 企画：関口大輔
- ディレクター:尾形竜太
- 制作 :FILM LLP

## トリビア
- このシリーズは、映画「ハッピーフライト」が撮影される1年ほど前から撮影が開始されている。
- ボーイングのエピソードでは、ボーイング777が製造される過程を長期にわたり取材、貴重な映像が含まれる。
- モハーヴェ空港のエピソードでは、通常撮影が許可されていない空港内に潜入し、廃棄された航空機の最期を取材している。映像には2006年3月10日のボーイング747SR最終運航便・鹿児島空港発羽田行NH624便に使用されたJA8157が収録されている。
- 機内食のエピソードでは、全日本空輸が持つトップシークレットの製造工程を初めて公にしている。
- 航空管制のエピソードでは、素人が分かり難い管制の仕事を、CGを使ってわかりやすく解説している。
- 「ハッピーフライト」が公開されるタイミングで、BSフジ、CS日本映画専門チャンネルで、ダイジェスト版が放送された。
- 「ハッピーフライト」が公開されるタイミングで、 全日本空輸の国際線で3ヶ月に渡り機内上映された。機内上映されたバージョンはDVDとは異なる。
- 2008年8月、「しらたか的音楽映画塾」でプレミア上映された。
- 2014年放送の「ミス・パイロット」3話は「飛行機の墓場 モハベ空港」を元に作られた。